# Francesco Profumo
Francesco Profumo (ur. 3 maja 1953 w Savonie) – włoski inżynier, nauczyciel akademicki związany z Politechniką Turyńską, od 2011 do 2013 minister edukacji, szkolnictwa wyższego i badań naukowych w rządzie Maria Montiego.

## Życiorys
W 1977 ukończył studia z zakresu inżynierii elektrycznej na Politechnice Turyńskiej. Do 1984 pracował jako starszy inżynier w spółce grupy Ansald w Genui. Następnie został wykładowcą akademickim na macierzystej uczelni, dochodząc do stanowiska profesora. Został również pracownikiem naukowym na Uniwersytecie Bolońskim. W latach 2003–2005 pełnił funkcję dziekana wydziału inżynierii na Politechnice Turyńskiej, następnie objął stanowisko kanclerza tej uczelni. Gościnnie wykładał na uczelniach amerykańskich i japońskich. W pracy naukowej zajął się głównie kwestiami dotyczącymi energoelektroniki. Zaangażował się w działalność różnych krajowych i międzynarodowych organizacji i komitetów naukowych.
W sierpniu 2011 został prezesem włoskiej Narodowej Rady Badań Naukowych. 16 listopada tego samego roku objął stanowisko ministra edukacji, szkolnictwa wyższego i badań naukowych w rządzie, na którego czele stanął Mario Monti. Zakończył urzędowanie 28 kwietnia 2013.
Został później m.in. rektorem instytucji oświatowej OPIT – Open Institute of Technology.

## Wyróżnienia
W 2006 otrzymał doktorat honoris causa Ryskiego Uniwersytetu Technicznego.